# L'Intruse (film, 1991)
Pour les articles homonymes, voir L'Intruse.
Pour plus de détails, voir Fiche technique et Distribution.
L'Intruse aussi connu sous le nom Une femme entre deux frères (Разлучница, Razloutchnitsa) est un film soviétique réalisé par Amir Karakoulov, sorti en 1991.

## Fiche technique
- Titre original : Разлучница, Razloutchnitsa
- Titre français : L'Intruse / Une femme entre deux frères
- Réalisation et scénario : Amir Karakoulov
- Décors : Mourat Moussine
- Photographie : Dmitri Perednia
- Pays d'origine : URSS
- Format : Couleurs - 35 mm - Mono
- Genre : drame
- Durée : 68 minutes
- Date de sortie : 1991

## Distribution
- Natalia Dolmatova :
- Dana Kairbekova :
- Piotr Korolkov :
- Roustam Tourbenaev :
- Adil Tourbenaev :

## Récompense
- Festival international du film de Moscou 1991 : mention spéciale